# Zorion batesi
Zorion batesi là một loài bọ cánh cứng trong họ Cerambycidae.